# Districtul Ostprignitz-Ruppin
Districtul Ostprignitz-Ruppin este un district rural (în germană Landkreis) în landul Brandenburg, Germania.
1. 1 2 3  GeoNames